# Ann Beattie
Ann Beattie (nacida el 8 de septiembre de 1947 en Washington D. C.) es una novelista y escritora de relatos breves estadounidense.
Sus obras han sido comparadas con las de otros autores, como: Alice Adams, J.D. Salinger, John Cheever o John Updike.
Estudió en la Universidad Americana[cita requerida] y realizó un máster en la Universidad de Connecticut.

## Vida profesional
Beattie nació en Washington D. C. y creció en Chevy Chase, Washington D. C.. Empezó a despuntar y a ganar notoriedad en el mundo de la escritura a principios de los años 70 escribiendo relatos breves, y se los empezaron a publicar en varias revistas de prestigio como The Western Humanities Review, Ninth Letter, el Atlantic Monthly y The New Yorker. Los críticos la elogiaban por su escritura entusiasta y por el ácido sentido del humor e ironía de sus narraciones, que refjeaban la desilusión de la clase media-alta de la generación de jóvenes que habían crecido en los 60.
Ya en 1976 publicó si primer libro recogiendo estos relatos. La obra se tituló  DistortionsDistortions, También publicó su primera novela Postales de invierno, que más tarde se llevó al cine (se hicieron dos versiones).
Durante muchos años ha dado clases en Harvard y en la Universidad de Connecticut y hoy en día en la Universidad de Virginia, donde Beattie ocupa la Edgar Allan Poe Chair del Departamento de Inglés y Escritura Creativa.
En 2005 ganó el premio Rea Award for the Short Story, en reconocimiento de su dilatada carrera en el género de la literatura breve.
Su primera novela Postales de invierno (1976), se adaptó al cine dos veces. Fue dirigida por Joan Micklin Silver e interpretada por John Heard, Mary Beth Hurt, y Peter Riegert. La primera versión no tuvo mucho éxito pero en 1982 se le cambió el título por Head Over Hills y se introdujo un final alternativo y fue todo un éxito; hoy en día se considera un clásico de la comedia.

### Vida personal
Ann Beattie está casa con el pintor Lincoln Perry. En 2005 la pareja colaboró en la publicación de una memoria de las pinturas de Perry, titulada Lincoln Perry's Charlottesville. Este libro contiene un ensayo introductorio y una entrevista al autor realizados por Beattie.  Antes estuvo casada con el escritor David Gates.

### Colecciones de Narrativa Breve
- Distortions (1976)
- Secrets and Surprises (1978)
- The Burning House (1982)
- What Was Mine (1991)
- Where You’ll Find Me and Other Stories (1993)
- Park City (1998)
- Perfect Recall (2000)
- Follies: New Stories (2005)

En España no se ha publicado hasta el momento ninguna de sus colecciones de relatos breves.

### Novelas
- Postales de invierno (1976)
- Falling in Place (1981)
- Love Always (1986)
- Retratos de Will (1990)
- Nadie como tú (1995) Editorial Thassàlia. 1997 Traducción de Beatriz López-Buisán. ISBN 978-84-8237-059-0
- My Life, Starring Dara Falcon (1997)
- The Doctor's House (2002)

## Premios
En 1992 se le concedió un premio de la Academia Estadounidense de las Artes y las Letras y el premio PEN/Bernard Malamud Award en el ámbito de relatos breves.